# Върна Кери
Върна Кери (на английски: Verna Carey) е американска писателка на произведения в жанра любовен роман. Пише под псевдонима Сюзън Кери (на английски: Suzanne Carey).

## Биография и творчество
Върна Кери е родена през 1936 г. в Илинойс, САЩ. Завършва колежа „Лейк Форест“ в Илинойс. След завършването си работи като репортер по политически и криминални събития за различни вестници.
Започва да пише романси за издателство „Силует“ в началото на 80-те. Първоначално пише под собственото си име, а през 1985 г. приема псевдонима Сюзън Кери.
Върна Кери живее в Сарасота, Флорида.

## Произведения

### Самостоятелни романи
- Kiss and Tell (1982)
- Passion's Portrait (1983)
- Mountain Memory (1983)
- Любовен зов, Leave Me Never (1984)
- Ангелът на джаза, Angel in his Arms (1985)
- Counterparts (1985)
- Confess to Apollo (1986)
- Love Medicine (1986)
- В плен на съдбата, Any Pirate in a Storm (1987)
- A Most Convenient Marriage (1989)
- Run Isabella (1989)
- Never Say Goodbye (1990)
- Virgin Territory (1990)
- The Baby Contract (1991)
- Strangers When We Meet (1991)
- Home for Thanksgiving (1991)
- Navajo Wedding (1992)
- True to the Fire (1992)
- Eleanora's Ghost (1993)
- Marry Me Again (1994)
- The Male Animal (1994)
- Whose Baby? (1996)
- The Bride Price (1997)
- Sweet Bride of Revenge (1998)
- When Love Walks in (2000)

### Участие в общи серии с други писатели

#### Серия „Написано по звездите“ (Written in the Stars)
19. Baby Swap (1992)
от серията има още 22 романа от различни автори

#### Серия „Невероятни бащи“ (Fabulous Fathers)
- Dad Galahad (1993)
- Father by Marriage (1995)

от серията има още 39 романа от различни автори

#### Серия „Поредица на радостта“ (Bundles of Joy)
- The Daddy Project (1995)

от серията има още 41 романа от различни автори

#### Серия „Деца на съдбата“ (Fortune's Children)
9. Mystery Heiress (1997)
от серията има още 21 романа от различни автори

#### Серия „Най-желаните ергени по смета“ (World's Most Eligible Bachelors)
- The Greek Tycoon (1999)

от серията има още 10 романа от различни автори

### Сборници
- „Парна баня“, Steam bath, в Горещо лято, Silhouette Summer Sizzlers, '93 (1993) – с Карол Бък и Линда Хауърд
- „Father By Marriage“ в Yuletide Brides (2001) – с Мари Ферарела